# L'uomo dal pennello d'oro
L'uomo dal pennello d'oro è un film del 1969 diretto da Franz Marischka ed uscito in Italia nel 1972.

## Trama
Il protagonista è Arcibaldo Spatafora, pittore dilettante e senza genio. Riesce a farsi organizzare una mostra che, data l'originalità dei soggetti, ha un certo successo.

## Critica
Il Morandini del 2008, curato da Laura, Luisa e Morando Morandini, lo definise una "commediaccia grassoccia italo-tedesca scritta senza estro né gusto".